# Östra Vemmerlöv
Östra Vemmerlöv är en ort i Simrishamns kommun och kyrkby i Östra Vemmerlövs socken belägen cirka nio kilometer nordväst om Simrishamn. Från 2015 räknar SCB orten återigen som en tätort.
Östra Vemmerlövs kyrka ligger här. Gyllebo slott ligger vid Gyllebosjön strax norr om själva samhället och har sina anor lågt ner i tidig medeltid.  
Tågen gick hit från Kristianstad i norr och från Tomelilla i söder från tidigt 1900-tal till 1970-talet. Nu går här endast buss från byn, regionbuss 574 som trafikerar mellan Simrishamn och St:Olof och omvänt. 

## Befolkningsutveckling
| Befolkningsutvecklingen i Östra Vemmerlöv 1960–2020                                                                   | Befolkningsutvecklingen i Östra Vemmerlöv 1960–2020 | Befolkningsutvecklingen i Östra Vemmerlöv 1960–2020 | Befolkningsutvecklingen i Östra Vemmerlöv 1960–2020 | Befolkningsutvecklingen i Östra Vemmerlöv 1960–2020 |
| --- | --------------------------------------------------- | --------------------------------------------------- | --------------------------------------------------- | --------------------------------------------------- |
| |                                                     |                                                     |                                                     |                                                     |
| År |                                                     |                                                     | Folkmängd                                           | Areal (ha)                                          |
| 1960 | 1960                                                |                                                     | 284                                                 |                                                     |
| 1965 | 1965                                                |                                                     | 256                                                 |                                                     |
| 1970 | 1970                                                |                                                     | 219                                                 |                                                     |
| 1975 | 1975                                                |                                                     | 240                                                 |                                                     |
| 1980 | 1980                                                |                                                     | 242                                                 | 35                                                  |
| 1990 | 1990                                                |                                                     | 229                                                 | 36                                                  |
| 1995 | 1995                                                |                                                     | 189                                                 | 36#                                                 |
| 2000 | 2000                                                |                                                     | 186                                                 | 36#                                                 |
| 2005 | 2005                                                |                                                     | 194                                                 | 36#                                                 |
| 2010 | 2010                                                |                                                     | 189                                                 | 35#                                                 |
| 2015 | 2015                                                |                                                     | 234                                                 | 74                                                  |
| 2020 | 2020                                                |                                                     | 222                                                 | 74                                                  |
| Anm.: Namnändring 1965 från Vemmerlöv till Östra Vemmerlöv. Upphörde som tätort 1995. Åter tätort 2015. # Som småort. |                                                     |                                                     |                                                     |                                                     |